# Paul Richardson
Paul Richardson (1º gennaio 1973) è un giocatore di calcio a 5 australiano.

## Carriera
Come massimo riconoscimento in carriera vanta la partecipazione, con la Nazionale maschile di calcio a 5 dell'Australia, al FIFA Futsal World Championship 1992 in cui i socceroos sono stati eliminati al primo turno nel girone comprendente Brasile, Belgio e Costa Rica.